# Las Limas, Minatitlán
Las Limas är en ort i Mexiko.   Den ligger i kommunen Minatitlán och delstaten Veracruz, i den sydöstra delen av landet, 500 km öster om huvudstaden Mexico City. Las Limas ligger 11 meter över havet och antalet invånare är 199.
Terrängen runt Las Limas är mycket platt. Runt Las Limas är det ganska glesbefolkat, med 29 invånare per kvadratkilometer. Närmaste större samhälle är Minatitlán, 18,5 km norr om Las Limas. Omgivningarna runt Las Limas är en mosaik av jordbruksmark och naturlig växtlighet.